# Piasecki H-21 Shawnee
Piasecki H-21 Shawnee/Workhorse (znany też jako CH-21) – amerykański dwuwirnikowy śmigłowiec transportowy zaprezentowany w 1949 roku przez przedsiębiorstwo Piasecki Helicopter. Śmigłowiec z powodu charakterystycznego wyglądu określany był mianem "latającego banana".
Śmigłowce H-21 Shawnee były wykorzystywane m.in. podczas wojny algierskiej przez Francuzów oraz podczas wojny wietnamskiej.